# Kastanjeboomstraat 2

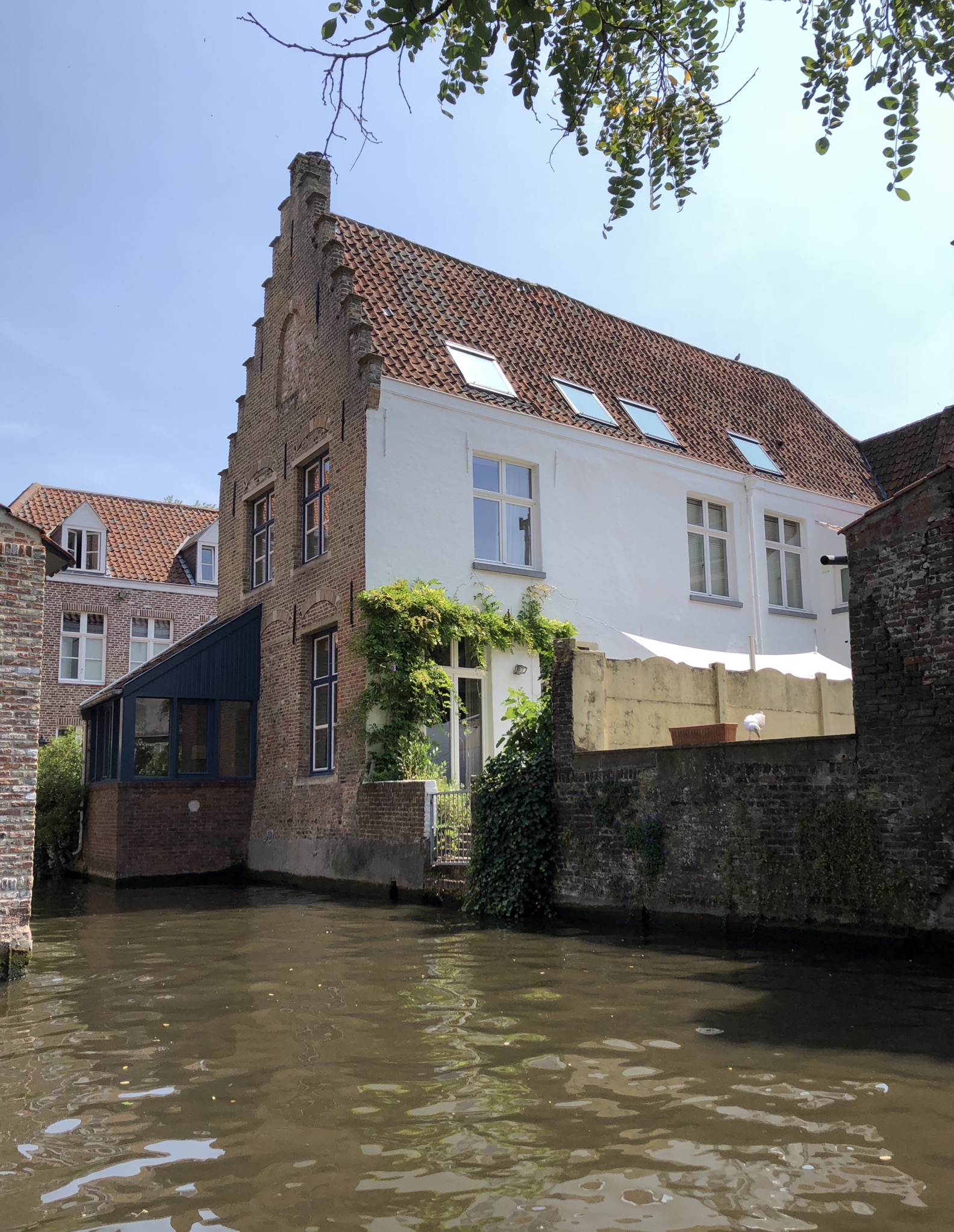
Kastanjeboomstraat 2, Blick von Nordwesten vom Bakkersrei, 2019

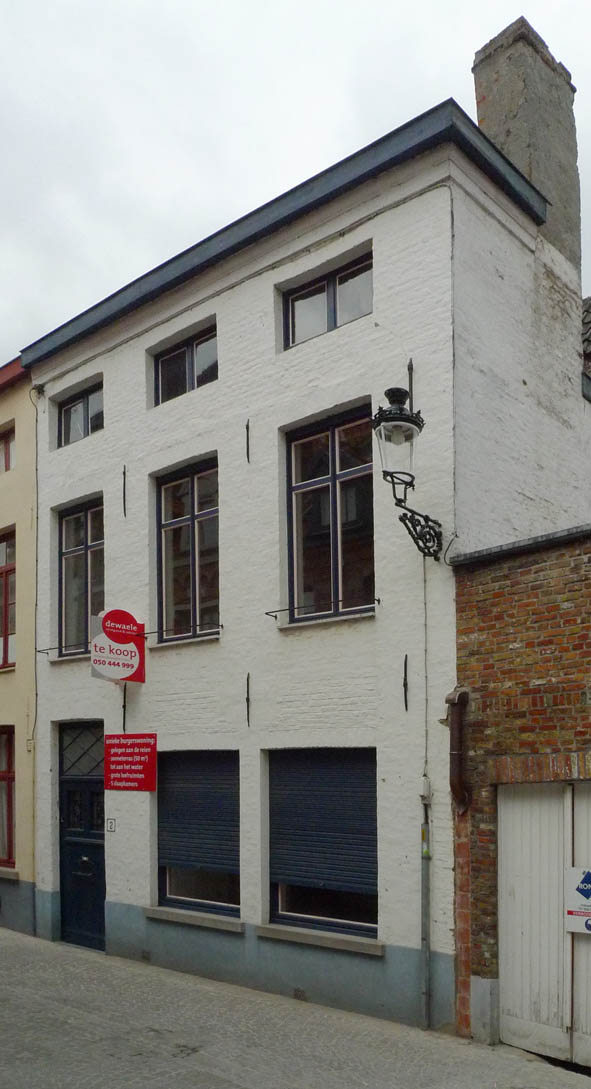
Südseite, 2009

Das Gebäude Kastanjeboomstraat 2 ist ein denkmalgeschütztes Haus in Brügge in Belgien.

## Lage
Das Gebäude befindet sich im südlichen Teil der Altstadt von Brügge, auf der Nordseite der Kastanjeboomstraat. Östlich grenzen die gleichfalls denkmalgeschützten Häuser Groeninge 16 und 18 an. Nördlich grenzt das Gebäude an den Kanal Eekhoutrei, der etwas weiter westlich in den Bakkersrei mündet.

## Architektur und Geschichte
Das zweieinhalbgeschossige Gebäude entstand im 17. Jahrhundert. Die südliche verputzte Fassade stammt aus der ersten Hälfte des 19. Jahrhunderts. Sie ist dreiachsig und wird von einem Gesims abgeschlossen. Die nördliche Fassade zum Kanal hin ist sehr gut erhalten. Sie ist ziegelsichtig und wird von einem achtstufigen Stufengiebel dominiert. Im Giebelbereich ist eine vermauerte Öffnung zum Dachboden hin erkennbar. Das Gebäude ist mit einem mit flämischen Ziegeln gedeckten Satteldach bedeckt. Im Jahr 1993 wurde das Haus nach einem Entwurf des aus Varsenare stammenden Architekten Hendrik Scherpereel restauriert. Dabei wurden verschlossene Fensteröffnungen wieder geöffnet.  
Das Gebäude wird seit dem 14. September 2009 als architektonisches Erbe geführt.